# Kalasin
Kalasin (em tailandês:  กาฬสินธุ์) é uma cidade ( theaban mueang ) no nordeste da Tailândia, na região conhecida como Isan, é  a capital da Província de Kalasin. Em 2006, tinha uma população de 37.653 habitantes, com uma área de 16,96 km².